# دوآ لیپا
دوآ لیپا (به آلبانیایی: Dua Lipa؛ زادهٔ ۲۲ اوت ۱۹۹۵) خواننده و ترانه‌نویس انگلستانی-آلبانیایی است. گسترهٔ صوتی متزوسوپرانو و آثار متأثر از دیسکوی او با تحسین منتقدان و پوشش رسانه‌ها مواجه شده است. لیپا افتخارات متعددی شامل هفت جایزهٔ بریت، سه جایزهٔ گرمی و دو جایزه بیلبورد و دو رکورد گینس ثبت و دریافت کرده است. مجلهٔ تایم نام او را در فهرست ۱۰۰ فرد تأثیرگذار جهان در سال ۲۰۲۴ قرار داد.
لیپا در زمینهٔ مدلینگ مشغول به کار بود تا اینکه در ۲۰۱۴ قراردادی با گروه موسیقی وارنر بست. او در سال ۲۰۱۷ نخستین آلبوم هم‌نام خود را منتشر کرد که به رتبهٔ سوم جدول آلبوم‌های بریتانیا رسید و انتشار نه تک‌آهنگ، از جمله «آن یک نفر باشم» و «به تخمم نیست» و تک‌آهنگ رتبه یک بریتانیا، یعنی «قوانین جدید» را به همراه داشت. در سال ۲۰۱۸، لیپا برندهٔ جوایز هنرمند زن بریتانیایی و هنرمند نوظهور بریتانیایی از مراسم بریت شد. تک‌آهنگ «یک بوسه» با کالوین هریس که در سال ۲۰۱۸ منتشر شد، به رتبه اول در بریتانیا رسید و به طولانی‌ترین تک‌آهنگ رتبه اول برای یک هنرمند زن در سال ۲۰۱۸ تبدیل شد. لیپا در سال ۲۰۱۹ برندهٔ جایزه گرمی بهترین هنرمند جدید شد و برای تک‌آهنگ «الکتریسیته» با سلک سیتی جایزهٔ بهترین ضبط رقص گرمی را دریافت کرد.
نوستالژی آینده (۲۰۲۰) نخستین آلبوم نامبروان لیپا در بریتانیا شد و جایزهٔ گرمی بهترین آلبوم آواز پاپ را دریافت کرد. تک‌آهنگ آغازین آن، «حالا شروع نکن» به یکی از موفق‌ترین تک‌آهنگ‌های ۲۰۲۰ تبدیل شد؛ این یکی از چهار ترانه (تنها ترانه از یک هنرمند زن) بود که تمام سال ۲۰۲۰ را در جدول بیلبورد هات ۱۰۰ گذراند. موفقیت این آلبوم با انتشار تک‌آهنگ‌های «فیزیکی»، «دلم را بشکن» و «شناور» ادامه پیدا کرد. لیپا سپس در فیلم باربی (۲۰۲۳) حضور یافت و ترانهٔ «رقص شب» را برای موسیقی متن این فیلم اجرا کرد.

## آغاز زندگی
دوآ لیپا در لندن به دنیا آمد. او فرزند نخست والدین آلبانیایی-کوزوو، آنیسا و دوکاجین لیپا، است که اهل پریشتینا، صربستان و مونته‌نگرو (امروز در کوزوو) بودند. خانوادهٔ لیپا مسلمان هستند. لیپا از طرف مادربزرگ مادری‌اش، تبار بوسنیایی دارد.
تبار او را می‌توان به شهر پچ ریشه‌یابی کرد. هر دو پدربزرگ او مورخ بودند. او خواهری به‌نام رینا و برادری به‌نام جین دارد. لیپا از نظر موسیقایی تحت تأثیر پدرش قرار گرفت، که خواننده و گیتاریست یک گروه راک بود. پدرش به اجرای موسیقی در خانه ادامه داد، و ساخته‌های خودش و ترانه‌های موسیقی‌دان‌هایی مانند دیوید بویی، باب دیلن، ریدیوهد، استینگ، دِ پلیس و استریوفونیکس را می‌نواخت. دوآ لیپا خوانندگی را در پنج سالگی آغاز کرد.
لیپا در همپستید غربی، لندن بزرگ شد. او به مدرسهٔ ابتدایی فیتزجان رفت و نواختن ویولنسل یکی از درس‌های موسیقی بود که او در آن‌جا فرا گرفت. هنگامی که او برای ورود به گروه هم‌سرایان مدرسه آزمون داد، معلم به لیپا گفت که «او نمی‌تواند بخواند». در نه سالگی، او کلاس‌های آواز پایانِ هفتگی را در مدرسه تئاتر سیلویا یانگ آغاز کرد. پس از اعلان استقلال کوزوو در سال ۲۰۰۸، لیپا به همراه خانواده به پریشتینا نقل مکان کرد. او در آن‌جا به مدرسهٔ Mileniumi i Tretë رفت، و مقدار بیشتری درمورد زبان آلبانیایی یادگرفت و به کار موسیقایی فکر می‌کرد.
لیپا در ۱۵ سالگی به لندن بازگشت. او آزمون ورود به دانشگاه را در مدرسهٔ پارلمانت هیل پذیرفته شد، سپس بار دیگر به‌صورت نیمه‌وقت وارد مدرسهٔ تئاتر سیلویا یانگ شد. لیپا ترانه‌هایش را در ساوندکلاود و یوتیوب بارگزاری کرد. او در یوتیوب ویدئوهایی از خود را با بازخوانی ترانه‌هایی مانند «اگر من تو را نگرفتم» (۲۰۰۴) اثر آلیشا کیز و «زیبا» (۲۰۰۲) اثر کریستینا آگیلرا منتشر کرد. او با شرکت تاپ شاپ وارد کار مدلینگ شد و با یک بنگاه مدلینگ قرارداد امضا کرد. این بنگاه به او کمک کرد تا نقشی را به‌عنوان یک «خواننده» در آگهی آی‌تی‌وی برای ایکس فاکتور در سال ۲۰۱۳ داشته باشد و در آن ترانهٔ «گمشده در موسیقی» (۱۹۷۹) را بازخوانی کرد. او سپس یک تهیه‌کننده و یک مدیر برنامه به‌دست‌آورد.

## فعالیت حرفه‌ای

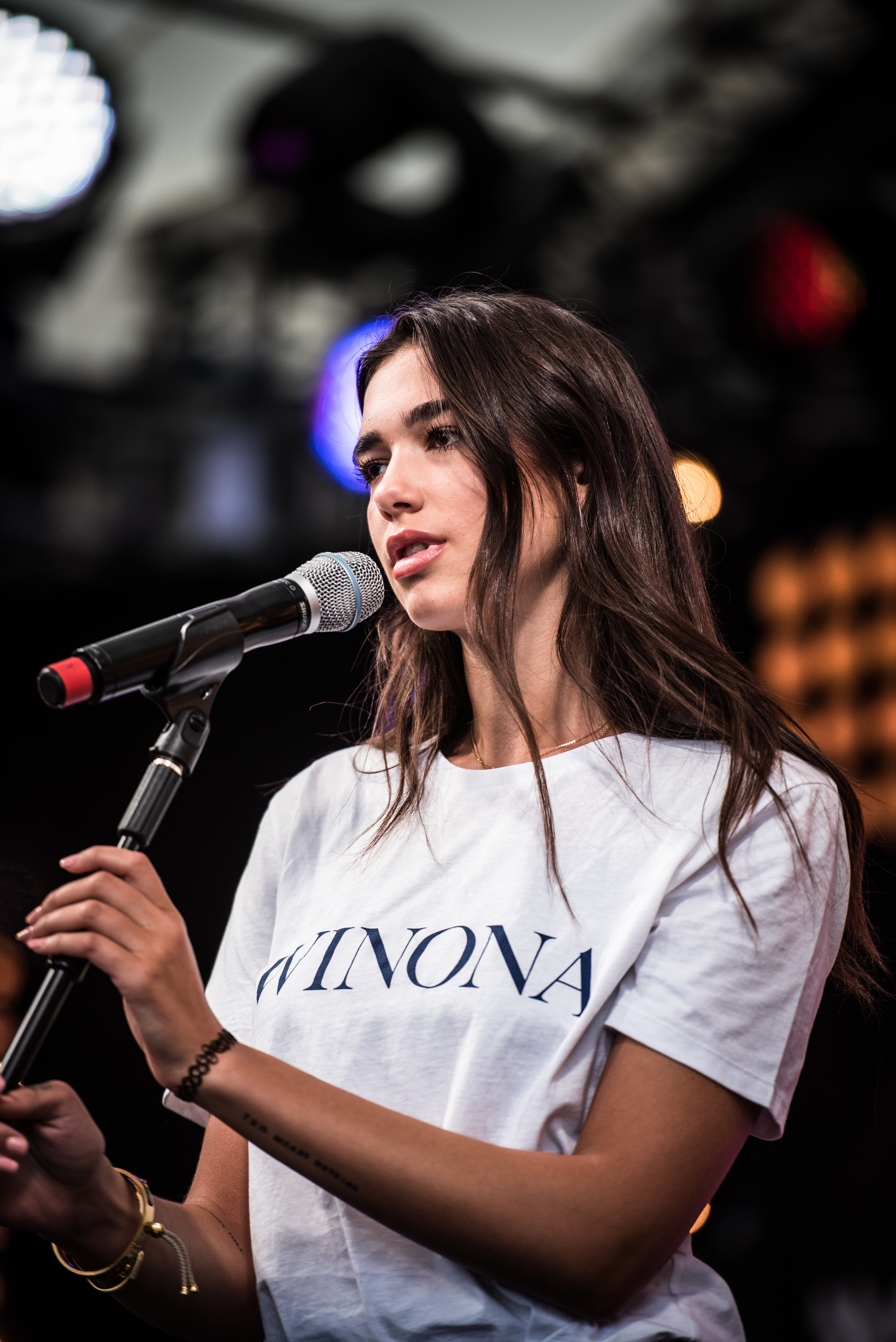
دوآ لیپا در سال 2016

### شروع فعالیت حرفه‌ای (۲۰۱۸–۲۰۱۳)
در سال ۲۰۱۳، لیپا با شرکت تپ منیجمنت قراردادی امضا کرد، هنگامی که وی مشغول به کار در یک بار نوشیدنی به عنوان پیش‌خدمت کار می‌کرد. او توسط وکیل‌خانوادگی خود به ماوسون که یکی از سرمایه‌گذاران تپ منیجمنت بود معرفی شد. شرکتی‌که لیپا با آن قرارداد بسته بود به او پیشنهاد درآمد ماهانه برای تمرکز بر روی موسیقی و خارج شدن از محل کار وی را داد.
هنگامی که او در یکی از جلسه‌های نوشتن متن‌موسیقی بود توانست با فردی آشنا شود که این آشنایی منجر به قراردادی با وارنر برادرز شد.

### دومین آلبوم (۲۰۱۸–اکنون)
در ژانویه ۲۰۱۸ لیپا اعلام کرد که در پنج بخش جشنواره جایزه بریت نامزد شده‌است. او در بخش‌های بهترین خواننده زن بریتانیا، بهترین آلبوم سال، بهترین آهنگ سال بریتانیا و بهترین موزیک ویدئو سال بریتانیا نامزد شده‌بود. این اولین باری است که یک هنرمند زن در پنج بخش جشنواره جایزه بریت نامزد می‌شود. وی همچنین برنامه‌ریزی کرده است که در مراسم اعطای جوایز اجرا داشته باشد. لیپا در شبکه‌های اجتماعی اعلام کرد که کار خود را روی آلبوم دوم خود شروع کرده است. لیپا با امنیک کسی که پیشتر متن ترانه IDGAF خود را با وی نوشته است، همکاری می‌کند.
در ۱۹ اکتبر ۲۰۱۸ دوا لیپا ترانه kiss and makeup را با همکاری بلک‌پینک به عنوان بخشی از نسخه بازنشر اولین آلبوم خود منتشر کرد. این آهنگ به رتبه ۳۶ چارت تک آهنگ‌های بریتانیا رسید و به دومین ورودی گروه در این چارت تبدیل شد.

### بازیگری
در ۲۶ مهٔ ۲۰۲۳، لیپا «رقص شب» را به‌عنوان تک‌آهنگ آغازین موسیقی متن فیلم باربی منتشر کرد. این ترانه نامزد جایزهٔ گلدن گلوب بهترین ترانه غیراقتباسی و نیز جوایز گرمی ترانه سال و بهترین ترانه نوشته‌شده برای رسانه‌های بصری شد. لیپا نخستین تجربهٔ بازیگری خود را در این فیلم داشت و در آن نقش باربیِ پری دریایی را بازی کرد. در نوامبر ۲۰۲۳، لیپا در قرارداد جدیدی که با ناشران موسیقی سابق خود، یعنی Tap Music، انجام داد، مالکیت کامل تمام ترانه‌ها، موسیقی و حقوق انتشار خود را به دست آورد. این قرارداد شامل همهٔ مسترینگ‌ها از تمامی کاتالوگ موسیقی او بود که تا فوریه ۲۰۲۴ به ۴۰ میلیارد استریم رسیده بود. او همچنین سال بعد با فیلم اکشن کمدی آرگایل به بازیگری ادامه داد.
لیپا تک‌آهنگ جدید خود «هودینی» را در ۹ نوامبر ۲۰۲۳ منتشر شد. او سپس ترانه‌های «فصل تمرین» و «اوهام» را به‌عنوان تک‌آهنگ‌های بعدی آلبوم منتشر کرد. این آلبوم با عنوان خوش‌بینی افراطی در ۳ مه منتشر شد. منتقدان نقدهای عموماً مثبتی به این آلبوم دادند.

## ترانه‌شناسی
- دوآ لیپا (۲۰۱۷)
- نوستالژی آینده (۲۰۲۰)
- خوش‌بینی افراطی (۲۰۲۴)

## فیلم‌شناسی
- باربی (۲۰۲۳)
- آرگایل (۲۰۲۴)[۴۸]

## جوایز و نامزدی‌ها
| جایزه               | سال  | دریافت‌کننده                                       | دسته‌بندی                                                   | نتیجه    | منا.   |
| ------------------- | ---- | ------------------------------------------------- | ---------------------------------------------------------- | -------- | ------ |
| جوایز موسیقی آمریکا | ۲۰۱۸ | خودش                                              | هنرمند جدید سال                                            | نامزدشده | [ ۴۹ ] |
| جوایز موسیقی آمریکا | ۲۰۲۰ | خودش                                              | هنرمند زن برگزیده پاپ/راک                                  | نامزدشده | [ ۵۰ ] |
| جوایز موسیقی آمریکا | ۲۰۲۰ | «حالا شروع نکن»                                   | ترانه برگزیده – پاپ/راک                                    | برنده    | [ ۵۰ ] |
| جوایز موسیقی آمریکا | ۲۰۲۱ | خودش                                              | هنرمند زن برگزیده – پاپ/راک                                | نامزدشده | [ ۵۱ ] |
| جوایز موسیقی آمریکا | ۲۰۲۱ | «شناور»                                           | ترانه برگزیده – پاپ/راک                                    | نامزدشده | [ ۵۱ ] |
| جوایز موسیقی آمریکا | ۲۰۲۱ | نوستالژی آینده                                    | آلبوم پاپ/راک برگزیده                                      | نامزدشده | [ ۵۱ ] |
| جوایز موسیقی آمریکا | ۲۰۲۲ | «قلب سرد» (با التون جان)                          | همکاری سال                                                 | برنده    | [ ۵۲ ] |
| جوایز گرمی          | ۲۰۱۹ | بهترین هنرمند جدید                                | خودش                                                       | برنده    | [ ۵۳ ] |
| جوایز گرمی          | ۲۰۱۹ | «الکتریسیته»(با سلک سیتی)                         | بهترین ضبط رقص                                             | برنده    | [ ۵۳ ] |
| جوایز گرمی          | ۲۰۲۱ | نوستالژی آینده                                    | آلبوم سال                                                  | نامزدشده | [ ۵۴ ] |
| جوایز گرمی          | ۲۰۲۱ | نوستالژی آینده                                    | بهترین آلبوم آواز پاپ                                      | برنده    | [ ۵۴ ] |
| جوایز گرمی          | ۲۰۲۱ | «حال شروع نکن»                                    | ضبط سال                                                    | نامزدشده | [ ۵۴ ] |
| جوایز گرمی          | ۲۰۲۱ | «حال شروع نکن»                                    | ترانه سال                                                  | نامزدشده | [ ۵۴ ] |
| جوایز گرمی          | ۲۰۲۱ | «حال شروع نکن»                                    | بهترین اجرای پاپ تک‌نفره                                    | نامزدشده | [ ۵۴ ] |
| جوایز گرمی          | ۲۰۲۱ | «Un Día (یک روز)» (با جی بالوین، بد بانی و تاینی) | بهترین اجرای پاپ دونفره/گروهی                              | نامزدشده | [ ۵۴ ] |
| جوایز گرمی          | ۲۰۲۴ | «رقص شب»                                          | ترانه سال                                                  | نامزدشده | [ ۵۵ ] |
| جوایز گرمی          | ۲۰۲۴ | «رقص شب»                                          | بهترین ترانه برای رسانه‌های بصری                            | نامزدشده | [ ۵۵ ] |
| رکوردهای جهانی گینس | ۲۰۲۰ | خودش                                              | بیشتر بلیت به فروش رفته برای کنسرت پخش زنده توسط هنرمند زن | برنده    | [ ۵۶ ] |
| رکوردهای جهانی گینس | ۲۰۲۱ | خودش                                              | بیشترین شنوندهٔ ماهیانه در اسپاتیفای برای یک زن             | برنده    | [ ۵۷ ] |